# ندولا
ندولا هي المدينة الثالثة في زامبيا من حيث السكان، بتعداد سكاني يقدر ب 495,000 نسمة (إحصاء عام 2008م). تعتبر مدينة صناعية وتجارية لما تشتهر هذه المنطقة بمناجم النحاس وهي العاصمة التجارية لزامبيا.

## التاريخ
تأسست مدينة ندولا عام 1904م من طرف جون إدوارد ستيفنسون وذلك بعد فقط ستة أشهر من تأسيس مدينة ليفينكَستون وهو بهذا جعلها المستوطنة الثانية للأوروبيين في زامبيا.
عام 1907 تم مد خط لسكة حديد روديسيا، والذي ساهم بنقل المسافرين إلى مدن الجنوب كبولاوايو وكاب تاون. وجود نهاية خط سكة الحديد في المدينة جعل منها مركز توزيع هامة. قبل عام 1930 تاريخ إنشاء الطريق كان الانتقال من ندولا إلى كابالالا يتم بواسطة استخدام قوارب على نهر لوابولا.

## المناخ
| البيانات المناخية لـ{{{location}}} | البيانات المناخية لـ{{{location}}} | البيانات المناخية لـ{{{location}}} | البيانات المناخية لـ{{{location}}} | البيانات المناخية لـ{{{location}}} | البيانات المناخية لـ{{{location}}} | البيانات المناخية لـ{{{location}}} | البيانات المناخية لـ{{{location}}} | البيانات المناخية لـ{{{location}}} | البيانات المناخية لـ{{{location}}} | البيانات المناخية لـ{{{location}}} | البيانات المناخية لـ{{{location}}} | البيانات المناخية لـ{{{location}}} | البيانات المناخية لـ{{{location}}} |
| الشهر                              | يناير                              | فبراير                             | مارس                               | أبريل                              | مايو                               | يونيو                              | يوليو                              | أغسطس                              | سبتمبر                             | أكتوبر                             | نوفمبر                             | ديسمبر                             | المعدل السنوي                      |
| ---------------------------------- | ---------------------------------- | ---------------------------------- | ---------------------------------- | ---------------------------------- | ---------------------------------- | ---------------------------------- | ---------------------------------- | ---------------------------------- | ---------------------------------- | ---------------------------------- | ---------------------------------- | ---------------------------------- | ---------------------------------- |
| الدرجة القصوى °م (°ف)              | 31.7 (89.1)                        | 33.1 (91.6)                        | 32.0 (89.6)                        | 32.4 (90.3)                        | 32.0 (89.6)                        | 30.2 (86.4)                        | 30.5 (86.9)                        | 33.5 (92.3)                        | 35.5 (95.9)                        | 36.1 (97.0)                        | 38.5 (101.3)                       | 32.6 (90.7)                        | 38.5 (101.3)                       |
| متوسط درجة الحرارة الكبرى °م (°ف)  | 26.6 (79.9)                        | 26.9 (80.4)                        | 27.4 (81.3)                        | 27.5 (81.5)                        | 26.6 (79.9)                        | 25.1 (77.2)                        | 25.2 (77.4)                        | 27.5 (81.5)                        | 30.5 (86.9)                        | 31.5 (88.7)                        | 29.4 (84.9)                        | 27.0 (80.6)                        | 27.6 (81.7)                        |
| المتوسط اليومي °م (°ف)             | 20.8 (69.4)                        | 20.8 (69.4)                        | 21.0 (69.8)                        | 20.5 (68.9)                        | 18.6 (65.5)                        | 16.5 (61.7)                        | 16.7 (62.1)                        | 19.2 (66.6)                        | 22.5 (72.5)                        | 23.7 (74.7)                        | 22.5 (72.5)                        | 21.0 (69.8)                        | 20.3 (68.5)                        |
| متوسط درجة الحرارة الصغرى °م (°ف)  | 17.1 (62.8)                        | 17.1 (62.8)                        | 16.5 (61.7)                        | 14.4 (57.9)                        | 10.8 (51.4)                        | 7.9 (46.2)                         | 7.8 (46.0)                         | 10.2 (50.4)                        | 13.6 (56.5)                        | 16.2 (61.2)                        | 17.1 (62.8)                        | 17.2 (63.0)                        | 13.8 (56.8)                        |
| أدنى درجة حرارة °م (°ف)            | 12.4 (54.3)                        | 12.4 (54.3)                        | 7.5 (45.5)                         | 7.2 (45.0)                         | 3.8 (38.8)                         | 1.7 (35.1)                         | 0.7 (33.3)                         | 1.6 (34.9)                         | 6.7 (44.1)                         | 9.8 (49.6)                         | 11.7 (53.1)                        | 11.2 (52.2)                        | 0.7 (33.3)                         |
| الهطول مم (إنش)                    | 292.9 (11.53)                      | 249.0 (9.80)                       | 170.1 (6.70)                       | 45.5 (1.79)                        | 3.5 (0.14)                         | 0.7 (0.03)                         | 0.1 (0.00)                         | 0.4 (0.02)                         | 2.9 (0.11)                         | 31.5 (1.24)                        | 130.3 (5.13)                       | 305.9 (12.04)                      | 1٬232٫8 (48.54)                    |
| متوسط أيام هطول الأمطار (≥ 1.0 mm) | 23                                 | 20                                 | 17                                 | 6                                  | 1                                  | 0                                  | 0                                  | 0                                  | 0                                  | 4                                  | 14                                 | 23                                 | 108                                |
| متوسط الرطوبة النسبية (%)          | 82.5                               | 83.0                               | 79.7                               | 73.4                               | 65.9                               | 61.1                               | 54.6                               | 46.6                               | 40.9                               | 47.3                               | 64.9                               | 80.4                               | 65.0                               |
| ساعات سطوع الشمس الشهرية           | 151.9                              | 142.8                              | 192.2                              | 243.0                              | 279.0                              | 276.0                              | 297.6                              | 297.6                              | 279.0                              | 269.7                              | 207.0                              | 158.1                              | 2٬793٫9                            |
| المصدر: NOAA                       |                                    |                                    |                                    |                                    |                                    |                                    |                                    |                                    |                                    |                                    |                                    |                                    |                                    |

## المعالم

### المعالم الوطنية

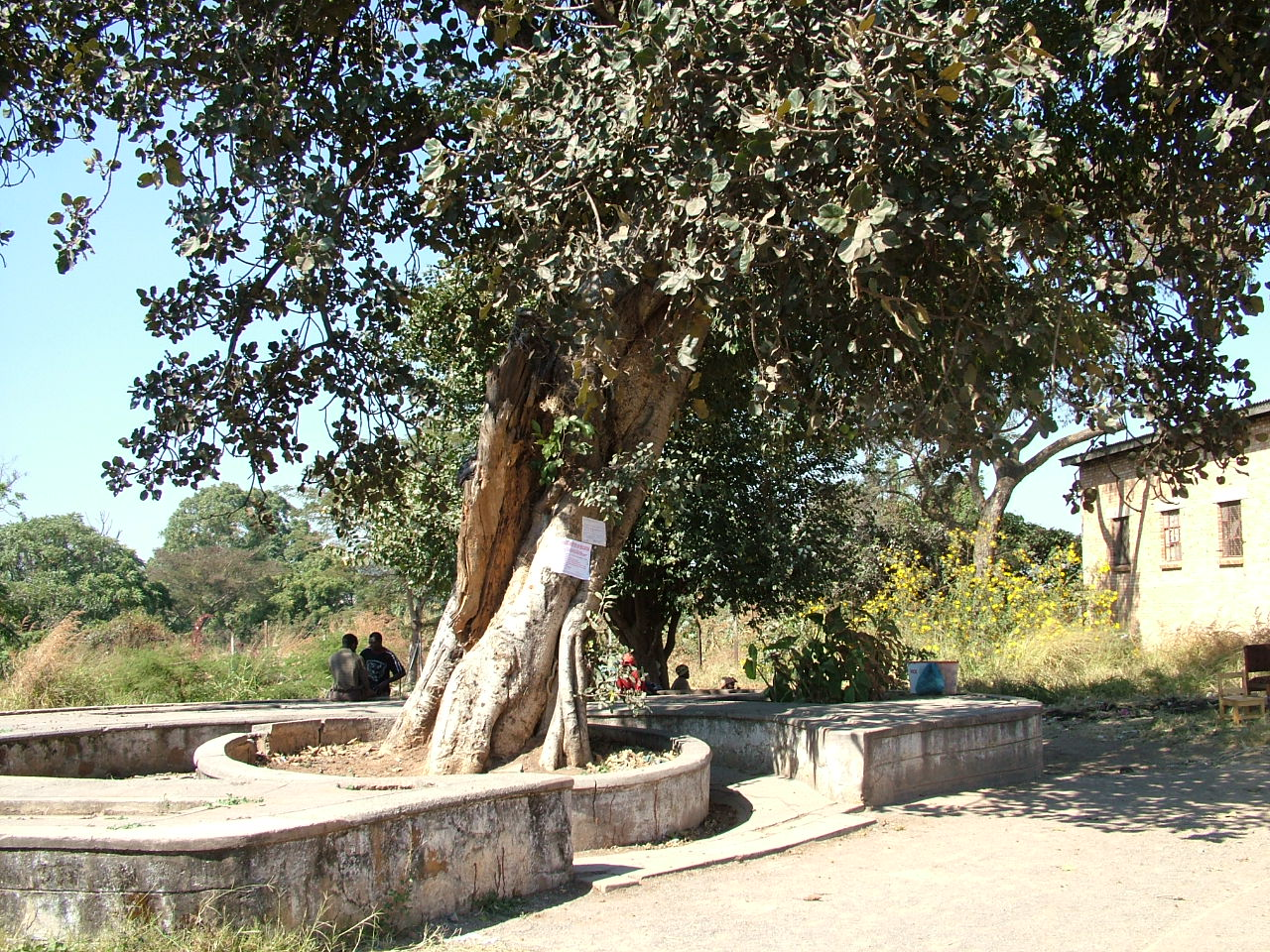
شجرة العبيد (في ندولا، زامبيا

- شجرة العبيد أو شجرة موكويو للعبيد التي كان يعقد حولها تجار العبيد العرب أسواق العبيد في القرن التاسع عشر (شجرة الموكويو هي نوع من أشجار التين). وقد سقطت بسبب «النمل الأبيض».
- النصب التذكاري لـداغ همرشولد على بعد عشرة كيلومترات على طريق ندولا/كيتوى، يخلـِّد الموقع الذي لقي فيه الأمين العام للأمم المتحدة (آنذاك) مصرعه بسقوط طائرته في 18 سبتمبر 1961 أثناء أزمة الكونغو.

## توأمة
لندولا اتفاقيات توأمة مع كل من:
- محج قلعة
- بورتو
- ولفس بي (أكتوبر 2007 -)[4]
- لوبومباشي
- هاربن
- ريجاينا
- بلانتاير
- ألدرشوت

## أعلام
- نيل غريغوري
- ريتشارد ستيفنسون
- جونز نويوا
- إدغار لونغو
- داغ همرشولد
- نواه شيفوتا